# Musée national de préhistoire et d'ethnographie Luigi-Pigorini
Le musée national de préhistoire et d'ethnographie Luigi-Pigorini (en italien : Museo nazionale preistorico etnografico Luigi Pigorini) est situé Piazza Guglielmo Marconi 14, à Rome, en Italie. Fondé en 1875 par Luigi Pigorini, il rassemble des collections préhistoriques italiennes et des collections ethnologiques du monde entier.

## Histoire
Le musée a été inauguré le 14 mars 1876 par son fondateur, Luigi Pigorini (1842-1925), dans le centre de Rome, dans une aile du Palazzo del Collegio Romano construit à la fin du XVIe siècle par la Compagnie de Jésus, qui avait accueilli la collection d’antiquités et diverses curiosités rassemblées par le père Athanasius Kircher.
Par la suite, le musée a été transféré dans le quartier de l'Esposizione Universale di Roma (EUR) entre 1962 et 1977. Il a conservé son organisation originale en deux secteurs : l'un consacré à la préhistoire et l'autre à l'ethnographie.

## Description
L'édifice, comme de nombreux bâtiments du même quartier, appartient à l'architecture fasciste, caractérisée par des lignes rectangulaires et carrées typiques. Le musée a trois étages reliés par de grands escaliers.
Le musée est composé de deux parties distinctes : la section ethnographique et la section préhistorique. La section ethnographique contient des documents sur les cultures de tous les continents. Ce sont des objets qui, en plus d’être artistiques ou religieux, témoignent des divers aspects de la culture matérielle des populations non européennes.

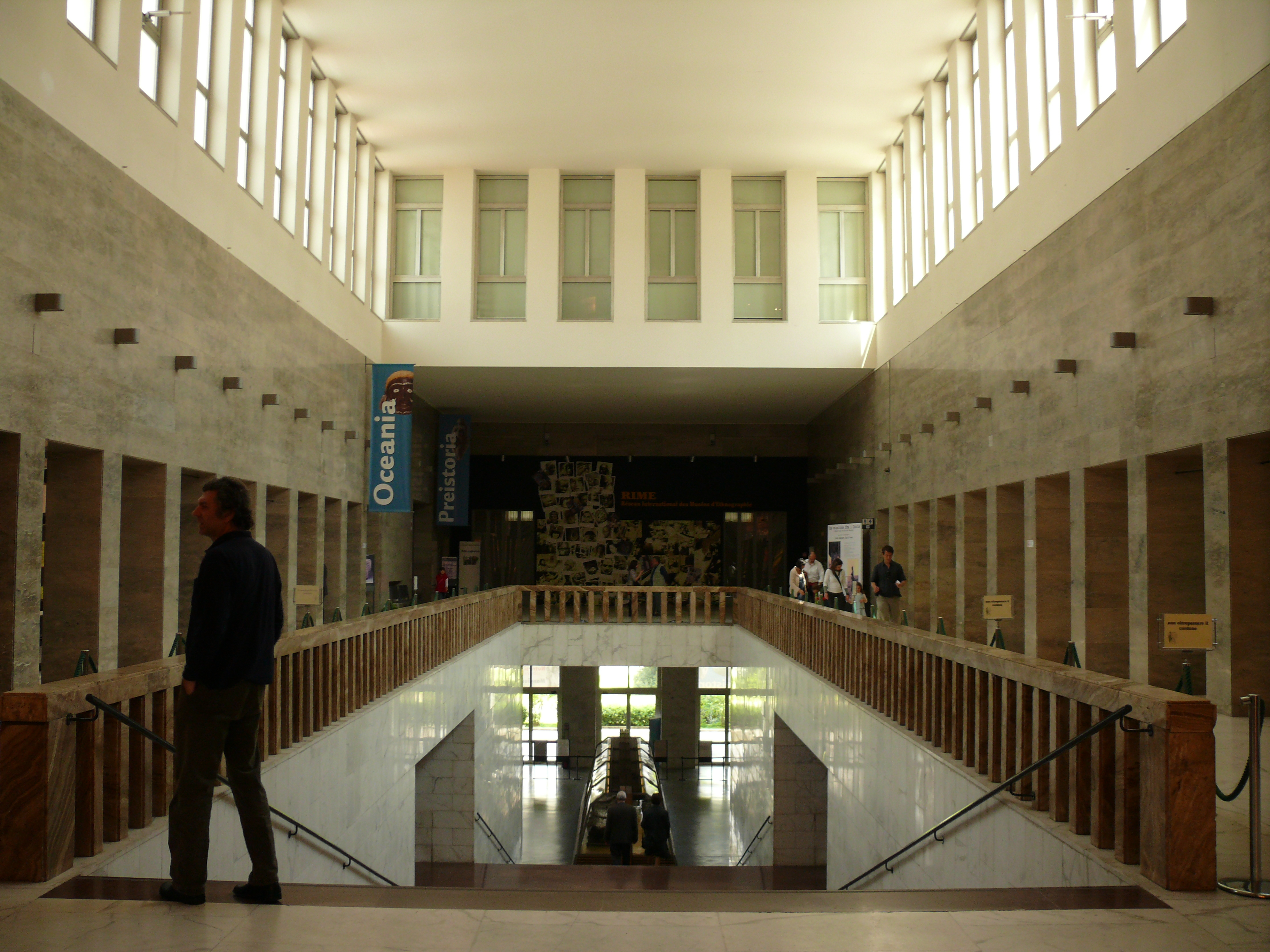
Musée national de préhistoire et d'ethnographie Luigi-Pigorini

## Préhistoire
Dans la partie consacrée à la Préhistoire de l'Italie, on trouve d'importantes découvertes de la Rome préhistorique.

## Ethnographie

### Afrique
La section, qui compte environ 60 000 objets, a récupéré les collections de l'ancien Musée Africain, fermé en 2011. L'exposition comprend un voyage qui illustre la rencontre entre l'Afrique et l'Europe à travers trois moments historiques fondamentaux : la découverte de la côte ouest, qui a eu lieu entre 1434 et 1488 ; l'exploration de l'intérieur du continent, qui a eu lieu au XIXe siècle ; la découverte de l'art Nègre, au début du  XXe siècle, qui a eu une influence sur les processus de réélaboration des arts plastiques occidentaux.
Certains objets en ivoire du Nigeria et des fétiches du bassin du Congo sont à noter.

### Amérique
La section comprend des salles faisant référence aux cultures archéologiques de la Mésoamérique et de l'Amérique centrale. Elle comprend un premier parcours d'introduction (population et premier contact avec les Européens), suivi d'une section anthropologique sur la Méso-Amérique. Enfin, une section thématique qui, à travers des objets, tente de comprendre les personnes qui les ont créées.
Un espace consacré aux cultures andines a été récemment réalisé.
Le musée présente des masques de mosaïque mexicains et les diverses manifestations de l'art et de la culture matérielle de l'Amazonie. Une collection de matériel archéologique mexicain et sud-américain est également exposée.

### Asie
L'importante collection résulte de legs de divers voyageurs italiens en Orient, qui forment ainsi plusieurs fonds. Le fonds Vincenzo Ragusa est une collection de 4 172 objets comprenant des vases en bronze et en céramique, des statuettes en bronze, des armes, des instruments de musique, des laques, des robes, des masques, des peintures, des gravures sur bois et des objets du quotidien. Le fonds Giuseppe Ros contient environ 2 000 objets d’intérêt strictement ethnologique qui documentent des aspects de la vie domestique chinoise. La collection Fea, achetée en 1889, comprend environ 1 200 pièces d’origine birmane. La collection de Enrico Hillyer Giglioli est constituée de jades chinois et japonais et d'objets de culte bouddhiste venant du Tibet. Pour l'Inde, il convient de signaler la collection extraordinaire d'instruments de musique donnés au roi Victor-Emmanuel II par Raja Sourindro Mohun Tagore, vendue au musée en 1879.

### Océanie
Cette section contient une collection d'environ 15 000 objets, ce qui en fait l'une des plus importantes collections de ce type en Europe. Les objets proviennent de Mélanésie, de Polynésie, de Micronésie et d'Australie. Ils ont été principalement rassemblés par des voyageurs, des érudits et des explorateurs de la fin du XIXe siècle. Le secteur le plus riche est celui de la Nouvelle-Guinée, avec les collections de Lamberto Loria, Luigi Maria d'Albertis et Otto Finsch, réunies à la fin du XIXe siècle.